# Siliquamomum tonkinense
Siliquamomum tonkinense là một loài thực vật có hoa trong họ Gừng. Loài này được Baill. miêu tả khoa học đầu tiên năm 1895.